# جائزة جنوب إفريقيا الكبرى 1968
جائزة جنوب أفريقيا الكبرى 1968 هو سباق فورمولا 1 أقيم بتاريخ 1 يناير 1968 في خاوتينغ، جنوب أفريقيا. كان الأول من أصل 12 في بطولة العالم لسباقات الفورمولا واحد موسم 1968. حلّ البريطاني جيم كلارك أولا بينما جاء البريطاني غراهام هيل في المركز الثاني وحصل على المركز الثالث النمساوي يوخن ريندت.